# Isaac I Comnenul

Isaac I Comnenul (Isaak I. Komnenos) (greacă Ισαάκιος Α' Κομνηνός), (n. 1007, Imperiul Roman de Răsărit – d. 1060, Monastery of Stoudios⁠(d), Imperiul Otoman, Imperiul Roman de Răsărit) a fost împărat bizantin între anii (1057-1059). 

## Biografie
El a fost fiul lui Manuel, un ofițer al împăratului Vasile al II-lea Bulgaroctonul care, pe patul de moarte, încredințează împăratului cei doi fii ai săi. Ei vor primi o educație aleasă într-o mănăstire după care li se încredințează funcții importante. Printr-o alianță reușită cu nobilimea bizantină, Isaac reușește în anul 1057 să izgonească de pe tron pe urmașul lui Teodora a III-a, Mihail al VI-lea Bringas, încoronându-se ca împărat iar astfel va urma pe tronul Bizanțului dinastia Comnenilor. El a căutat să stabilizeze dezastrul financiar lăsat de Mihael, prin reducerea pensiilor unor funcționari de stat și a veniturilor bisericești. Isaac Comnenul a intrat în conflict cu patriarhul Mihail Cerularios. Se pare că la baza acestor neînțelegeri au stat nu numai politica fiscală a împăratului față de biserică ci și aspirațiile lui cezarice care au jucat un rol însemnat în desfășurarea evenimentelor. După separarea de Roma, Celularios încearcă să așeze pe o bază nouă de egalitate raporturile dintre acesta și puterea laică a suveranului. Invocând presupuse prerogative acordate de Constantin cel Mare-așa numita Donatio Constantini- patriarhul a amenințat pe împărat cu depunerea din tron și a arborat însemnele imperiale: încălțămintea de culoare roșie. La 8 noiembrie 1058 Mihail Cerularios a fost arestat si exilat in Procones, apoi in insula Imbros. Împăratul a convocat un sinod care urma să-l depună pe patriarh, după ce în prealabil acesta refuzase să-și dea singur demisia. Actul de acuzare a patriarhului a fost redactat de Psellos însuși; el ni s-a păstrat, dar nu a fost niciodată citit oficial deoarece înainte de deschiderea lucrărilor sinodului ce urma să se țină în Tracia într-o mică localitate (de teama reacției publice din capitală), patriarhul a murit la 21 ianuarie 1059. După moarte, patriarhul a fost privit cu venerație, ca un simbol al rezistenței față de catolicism. Patriarhul Mihail Cerularios a fost înmormântat cu mare fast chiar în mănăstirea Celor nouă tagme de îngeri, ctitoria sa, unde fusese arestat. Mănăstirea era situată în partea apuseană a Constantinopolului, dar în afara zidurilor. Issac are câteva succese militare contra ungurilor și pecenegilor care au atacat granița de nord a imperiului. Astfel în 1059 Isaac Comnenul îi înfrânge pe pecenegi. Despre aceste lupte aflăm mai multe amănunte la Attaliates și Skylitzes. Între altele, ei povestesc cum a înfrânt Isaac rezistența ultimului șef peceneg pe nume Selte, care i-a ținut piept, refuzând să se predea. Înainte de a începe luptele cu pecenegii, Isaac a încheiat la Serdica un tratat cu regele maghiar Andrei I care atacase și el thema Bulgaria. La scurt timp după aceste acțiuni militare se va îmbolnăvi, în credința că va muri numește fără a se gândi la fratele său, urmaș pe tron, pe Constantin al X-lea Ducas. Isaac se retrage și va muri după doi ani într-o mănăstire.